# جين ليلي
جين ليلي (بالإنجليزية: Jen Lilley)‏ هي مغنية وممثلة أمريكية، ولدت في 4 أغسطس 1984 بروانوك في الولايات المتحدة.

## أعمال

### أفلام
- (2008) استبدال[4][5]
- (2011) الفنان

### مسلسلات
- عقول إجرامية
- قواعد الارتباط
- كاسل
- هانا مونتانا

## وصلات خارجية
- جين ليلي على موقع IMDb (الإنجليزية)
- جين ليلي على موقع قاعدة بيانات الأفلام العربية
- جين ليلي على موقع ألو سيني (الفرنسية)
- جين ليلي على موقع أول موفي (الإنجليزية)
- جين ليلي على موقع قاعدة بيانات الفيلم (الإنجليزية)
- جين ليلي على موقع كينوبويسك (الروسية)